# Память Парижской Коммуны
Память Парижской Коммуны (до 1923 года — Жуковский затон) — посёлок в Борском городском округе Нижегородской области. Административный центр одноимённого сельсовета.

## География
Пристань на левом берегу Волги, в 51 км ниже Бора, где размещён судоремонтный завод. С 1 февраля 1932 года селение при затоне «Память Парижской Коммуны» Работкинского района преобразовано в рабочий посёлок с оставлением прежнего наименования. До 2004 года имел статус посёлка городского типа.

## История

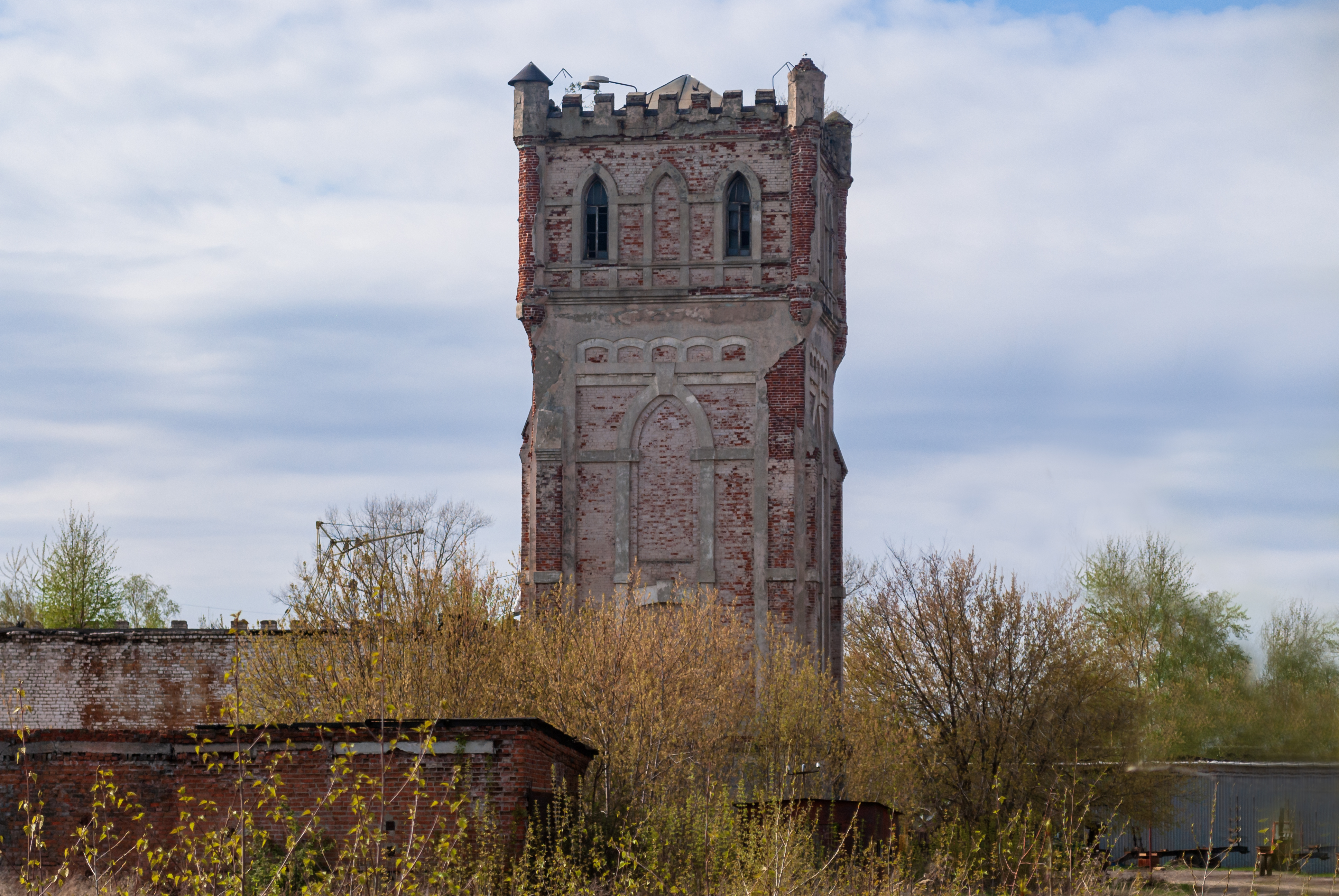
Водонапорная башня судоремонтного завода

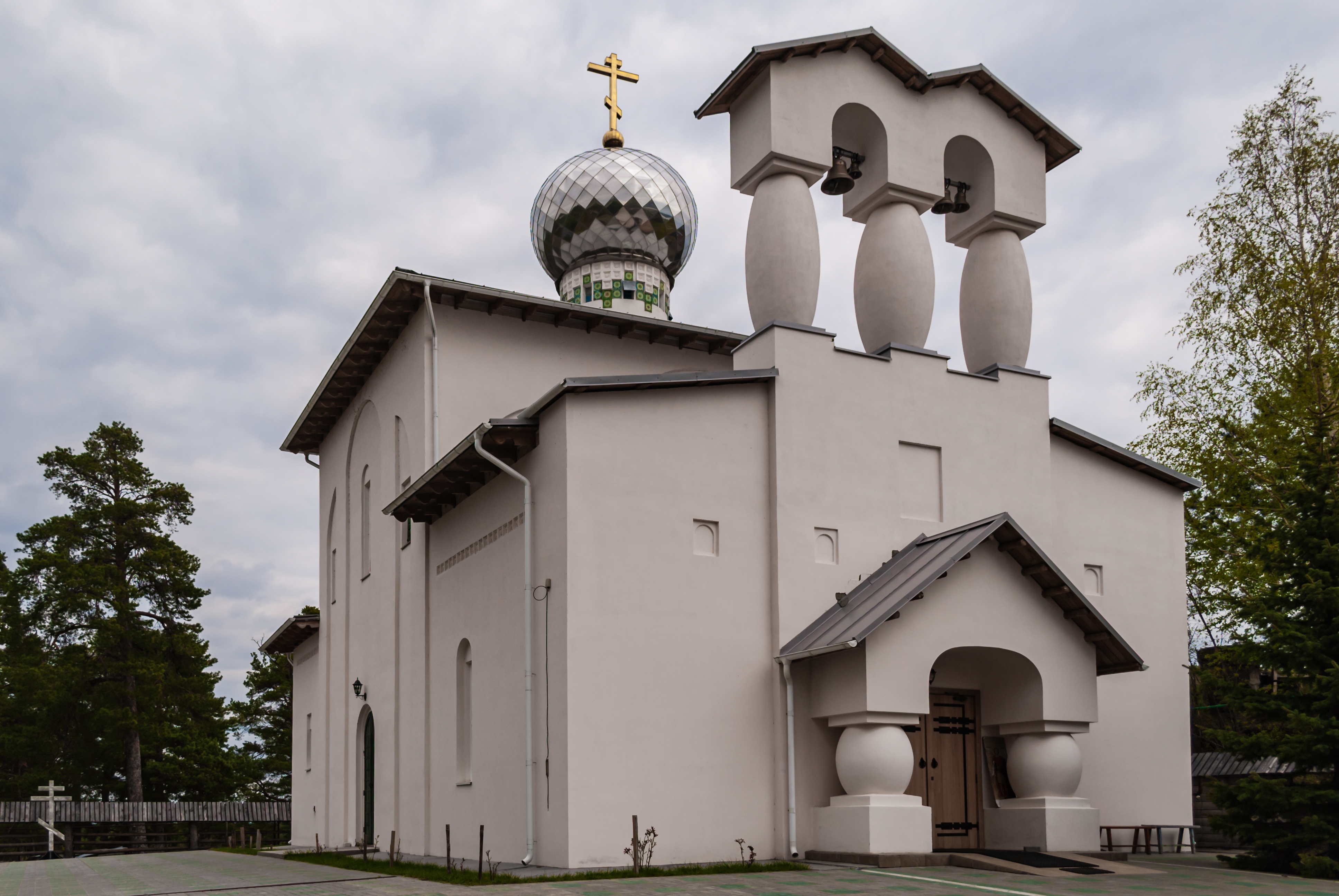
Храм в честь Державной иконы Божией Матери

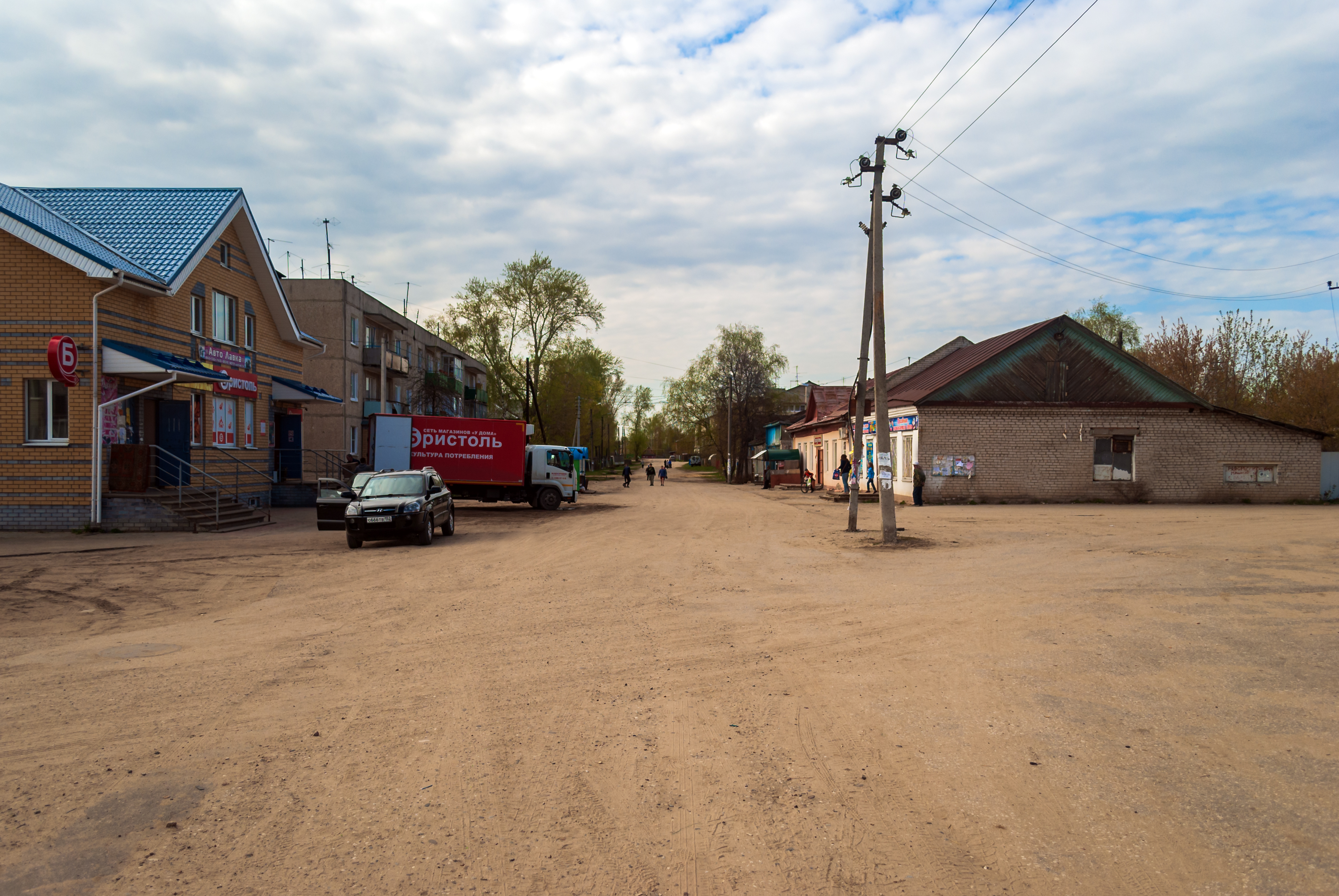
Рыночная площадь

Первые упоминания о посёлке относятся к 1869 году. В этом же году были приобретены земли Жуковского затона купцом Иваном Андреевичем Милютиным за полторы тысячи рублей серебром. Появились первые мастерские, обеспечивающие ремонт судов.
В 1886 году началось активное развитие посёлка: строительство первых домов с целью постоянного жилья (дату считают за основание поселения под названием Жуковский затон).
В 1917—1918 годах суда были национализированы (из частных рук были переведены в собственность Советской республики). Во время гражданской войны, когда на Волге шли военные действия, в Нижнем Новгороде была организована Волжская военная флотилия. На заводе шло переоборудование судов: под госпитали и штаб-судно Маркина.
В 1923 году Жуковский затон был переименован в затон Память Парижской Коммуны, а в 1932 году ему был присвоен статус посёлка. В 1938 году там родился В. В. Александров, в будущем известный физик и один из основных авторов концепции «ядерной зимы». Во время Великой Отечественной войны рабочие завода выполняли оборонные заказы: изготавливали мины и аэросани. В посёлок отправляли суда Волжской военной флотилии для ремонта. Большинство жителей затона ушли на фронт и оборону Горького от налётов немецкой авиации. Более трёхсот из них погибли. В память о них на площади посёлка был установлен мемориальный комплекс.
В Борском районе было двенадцать героев Советского Союза, из них двое — жители посёлка: Дмитрий Калинин и Григорий Терентьев. После войны было возобновлено расширенное строительство домов, судов и мастерских.
На начало 2010-х гг. в затоне насчитывалось более 40 единиц флота. Основная деятельность жителей посёлка — работа на заводе.
В 1996 году в посёлке был основан храм в честь Державной иконы Божией Матери. Изначально под храм было приспособлено помещение котельной поселковой больницы. Затем, с 2013 по 2017 годы храм был перестроен силами прихожан и настоятеля на собственные средства.

## Население
| 1939  | 1959  | 1970  | 1979  | 1989  | 2002  | 2010  |
| ----- | ----- | ----- | ----- | ----- | ----- | ----- |
| 6164  | ↗6451 | ↘5538 | ↘5197 | ↘4968 | ↘4072 | ↘3761 |
| 2021  |       |       |       |       |       |       |
| ↘3519 |       |       |       |       |       |       |